# (159013) Kyleturner
(159013) Kyleturner est un astéroïde de la ceinture principale.

## Description
(159013) Kyleturner est un astéroïde de la ceinture principale. Il fut découvert le 15 octobre 2004 à Needville par Don J. Wells. Il présente une orbite caractérisée par un demi-grand axe de 2,82 UA, une excentricité de 0,07 et une inclinaison de 8,8° par rapport à l'écliptique.

## Compléments